# Gerhart Seger

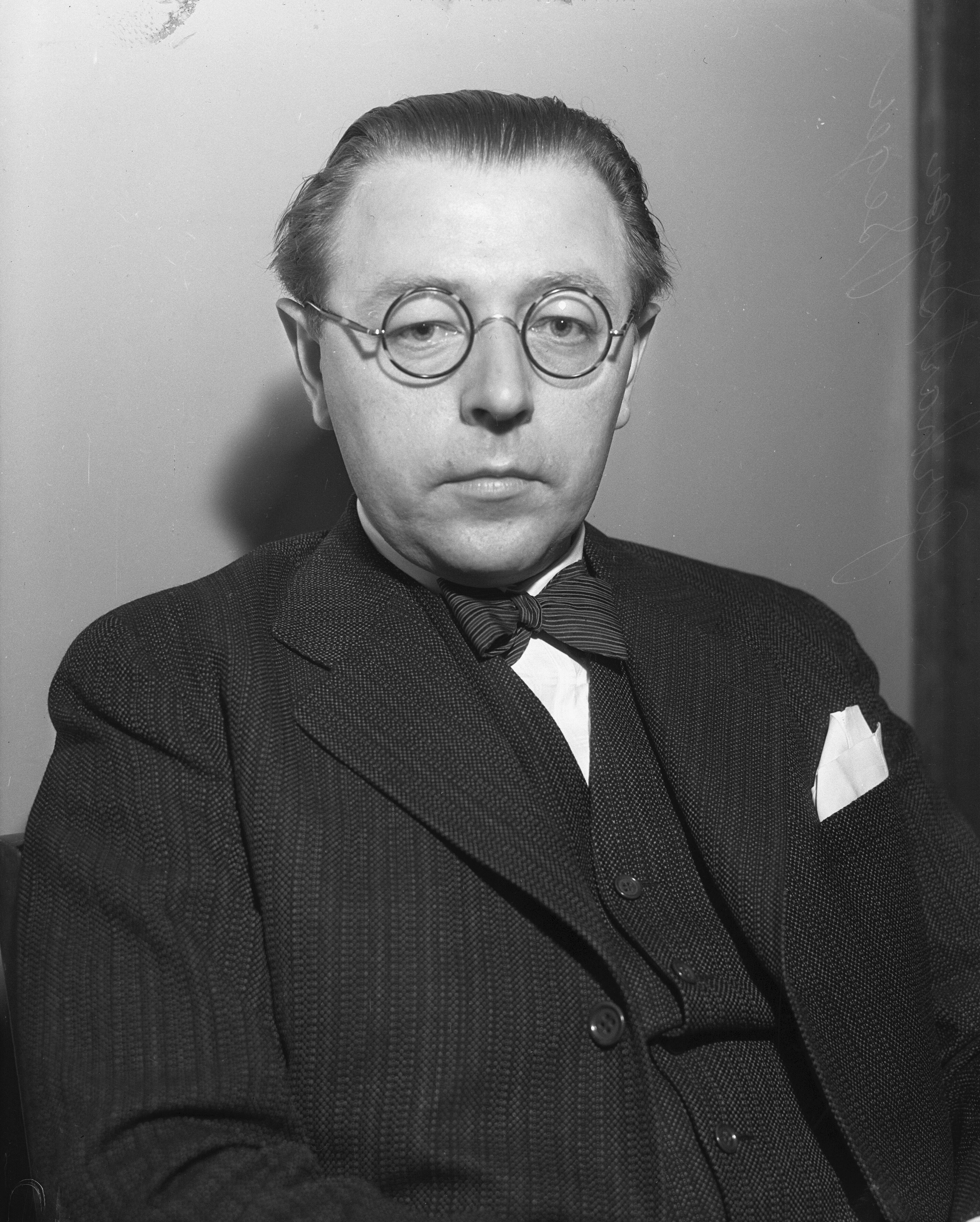
Gerhart Seger

Gerhart Seger (* 16. November 1896 in Leipzig; † 21. Januar 1967 in New York, NY) war ein sozialdemokratischer Politiker, Publizist und Pazifist. Von 1930 bis März 1933 war er Mitglied des Reichstages. Aufgrund der Ablehnung des Ermächtigungsgesetzes durch die Sozialdemokraten war er unter denjenigen Abgeordneten, die von den NS-Machthabern verfolgt, verhaftet und in ein Konzentrationslager verbracht wurden. Er floh 1934 zunächst nach Prag – dort schrieb er einen aufsehenerregenden Bericht über seine Erlebnisse im KZ Oranienburg. Wenig später emigrierte er in die USA, wo er politisch tätig und als Vortragsredner bekannt wurde.

## Leben
Seger stammte aus einer Schneiderfamilie und erlernte in Leipzig den Beruf eines Steindruckers. Er war der Sohn des langjährigen Leipziger SPD Funktionärs und Reichstagsabgeordneten Friedrich Seger und der Hedwig Winkler. Bereits in seiner Jugend trat er in die Sozialistische Arbeiterjugend ein. Während des Ersten Weltkrieges war er Soldat. 1917 trat er der USPD bei. 1919 hospitierte Seger an der Universität Leipzig in den Fächern Publizistik und Kunstgeschichte. 1920/21 arbeitete er als Dozent an der Volkshochschule in Kiel und wurde 1921 Redakteur der USPD-Zeitung Die Freiheit in Berlin.
Nach der Vereinigung von USPD und MSPD (1922) war Seger Mitglied der SPD und wurde Redakteur der Volkszeitung für Südwestsachsen in Plauen. Ein Jahr später gab er diese Stellung zugunsten einer hauptamtlichen Position als Generalsekretär der Deutschen Friedensgesellschaft wieder auf. 1928 wurde er Redakteur des Volksblattes für Anhalt in Dessau, bis er 1930 für den Wahlkreis 10 (Magdeburg) in den Reichstag gewählt wurde.

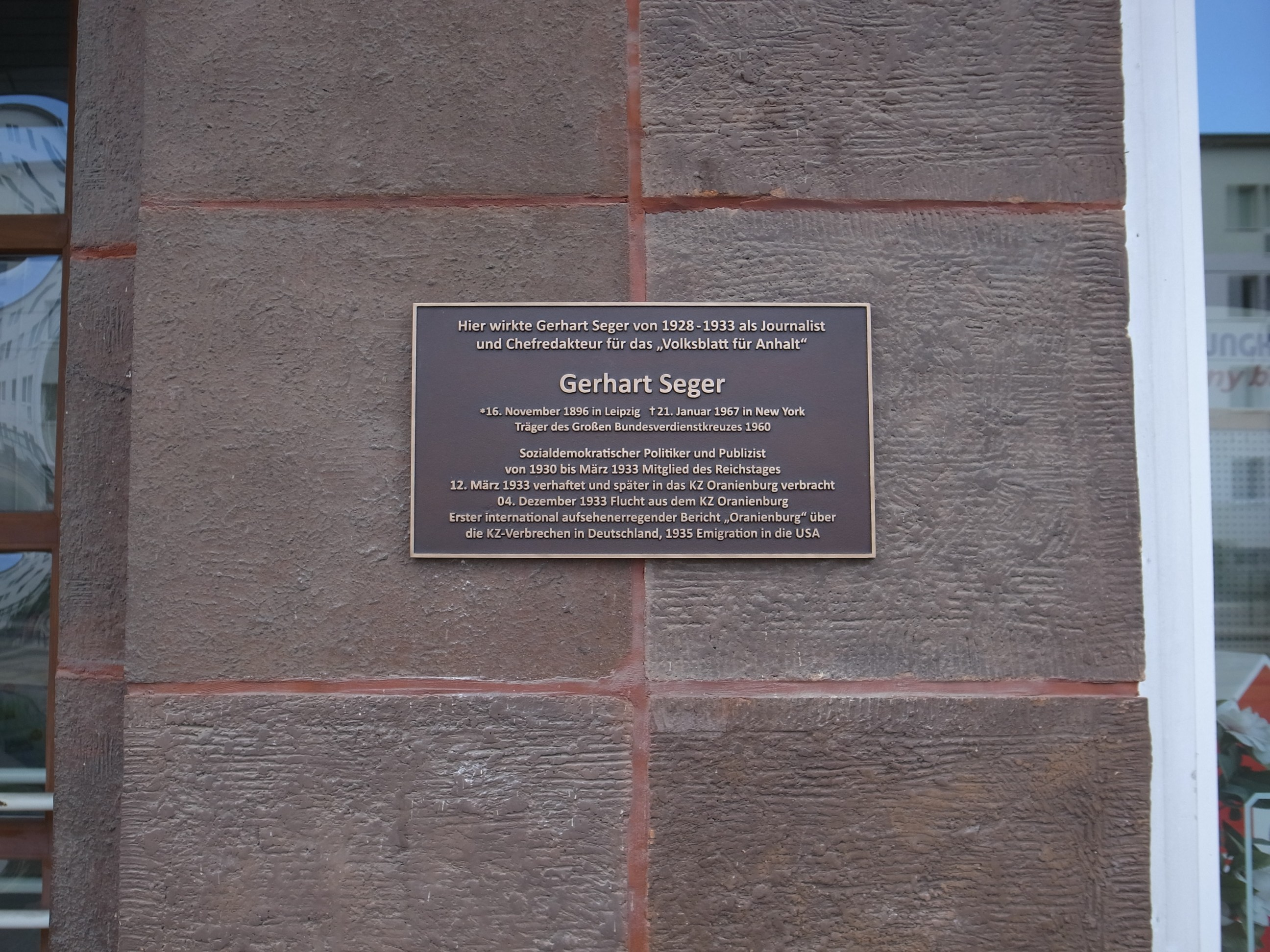
Gedenktafel am Druckhaus des Volksblattes in Dessau

Nach der Machtübergabe gehörte Seger im März 1933 zu den ersten Reichstagsabgeordneten, die von den Nationalsozialisten in „Schutzhaft“ genommen wurden. Anfangs befand er sich im Gerichtsgefängnis in Dessau, ehe er am 14. Juni 1933 mit anderen politischen Gefangenen in das KZ Oranienburg überführt wurde. Als einem von Wenigen gelang ihm im Dezember 1933 die Flucht. Im Prager Exil schrieb er seinen Erlebnisbericht Oranienburg nieder. Mit einem Geleitwort von Heinrich Mann versehen, erregte dieser Report über den Beginn der Zeit des Nationalsozialismus internationale Aufmerksamkeit. Als Vergeltung nahm die Gestapo Anfang 1934 Segers Ehefrau und kleine Tochter in Geiselhaft. Erst Proteste aus dem Ausland führten zur Haftentlassung der Familie und ermöglichten ihr die Ausreise.
Seger und seine Familie emigrierten im Oktober 1934 in die USA. Dort beteiligte er sich an der Gründung der German Labour Delegation. Für deren in New York erscheinendes Organ Neue Volkszeitung arbeitete er als Redakteur. Außerdem schrieb er für andere deutschsprachige Zeitungen und hielt Vorträge über das nationalsozialistische Regime. Am 3. November 1934 veröffentlichte der Deutsche Reichsanzeiger die dritte Ausbürgerungsliste des Deutschen Reichs, durch welche Seger ausgebürgert wurde. Seger blieb nach dem Krieg in den USA und arbeitete seit 1950 als freier Journalist. Vor allem durch seine Vortragstätigkeit wurde er bekannt, allein in den USA hielt er mehr als 11.000 Vorträge.

## Auszeichnungen
- 1960: Verleihung des Bundesverdienstkreuzes am Bande

## Schriften

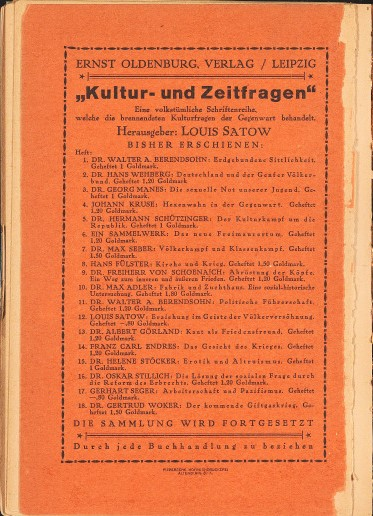
Arbeiterschaft und Pazifismus

- Kunst und historischer Materialismus. Ein Beispiel neuer Kunstbetrachtung. Leipzig 1920.
- Proletarierjugend und Theater. Ein Wegweiser für die arbeitende Jugend von Gerhart Seger. Berlin 1921.
- Die geistige Befreiung der Arbeiterklasse. Bemerkungen zur Bildungsarbeit von Gerhart Seger. Leipzig 1922.
- Die Werkstatt des Geistes. Berlin 1922.
- Was ist historischer Materialismus? Versuch einer systematischen Darstellung. Berlin 1923.
- Arbeiterschaft und Pazifismus. Leipzig 1924.
- (Hrsg.): Der Fall Quidde. Tatsachen und Dokumente. Zusammengestellt und eingeleitet von Gerhart Seger, Sekretär der Deutschen Friedensgesellschaft. Berlin 1924.
- Arbeiterschaft/Krieg/Völkerbund. Hamburg 1925.
- Wehrhafte Republik? Berlin 1926.
- Deutschland – eine zweite Schweiz? Neutralisation als Kriegsverhütung. Ein außenpolitischer Vorschlag von Gerhart Seger. Dessau 1929.
- Oranienburg: Erster authentischer Bericht eines aus dem Konzentrationslager Geflüchteten. Mit einem Geleitwort von Heinrich Mann. Karlsbad, 1934.
  - A Nation Terrorized. With a Foreword by Heinrich Mann. Chicago: Reilly & Lee Co., 1935
- Reisetagebuch eines deutschen Emigranten. Zürich, Europa-Verlag, 1936.
- Mit Siegfried K. Marck: To be or not to be? New York 1943.
- Life in Germany. Grand Rapids 1955.
- Diktatorship - War -Disaster. New York 1956.
- U.S.A. München o. J.
- Come along to Germany. Minneapolis 1966.